# Epixanthis nigripes
Epixanthis nigripes är en skalbaggsart som beskrevs av Ernst Gustav Kraatz 1893. Epixanthis nigripes ingår i släktet Epixanthis och familjen Cetoniidae. Inga underarter finns listade i Catalogue of Life.